# Herberto Helder
Herberto Helder de Oliveira (Funchal, São Pedro, 23 de novembro de 1930 – Cascais, Cascais, 23 de março de 2015) foi um poeta português, considerado por alguns o "maior poeta português da segunda metade do século XX" e um dos mentores da Poesia Experimental Portuguesa. 

## Biografia
Originário da Ilha da Madeira, de família de origem judaica, viajou para o Continente no final dos anos 1940.
Concluiu o ensino liceal no Liceu Camões. Ingressou, a seguir, no curso de Direito da Universidade de Coimbra, mudando-se, ao fim de um ano, para Filologia Românica, que frequentou durante cerca de três anos. 
Os seus primeiros poemas surgiram nas antologias Arquipélago (1952) e Poemas Bestiais (1954), ambas do Funchal, e, depois, no jornal A Briosa (1954), publicado em Coimbra.
Na mesma década de 1950 colaborou nas revistas Re-nhau-nhau (1955) e Búzio (1956), editada por António Aragão e com a colaboração de Edmundo de Bettencourt.
O seu primeiro livro, O Amor em Visita, data de 1958.
Nesses anos, o poeta frequentava o círculo surrealista do Café Gelo, ao Rossio, em Lisboa, convivendo com personalidades como Mário Cesariny, Luiz Pacheco, Hélder Macedo e João Vieira.
Partiria, pouco depois, Europa fora, deambulando por França, Holanda e Bélgica, exercendo para seu sustento, profissões sem qualquer relação com as letras. 
Repatriado em 1960, regressou então a Portugal.
Na entrada dessa década teve colaboração na efémera revista Pirâmide (1959-1960).
Após desempenhar funções como encarregado nas Bibliotecas Itinerantes da Fundação Calouste Gulbenkian (1960-62), ligou-se a radio e a televisão, nos ofícios de redator do noticiário internacional da Emissora Nacional (1964-66) e de colaborador em programas da RTP, fazendo igualmente publicidade (1967-68). 
Em 1964 organizou, com António Aragão, o "1.º Caderno Antológico de Poesia Experimental" (Cadernos de Hoje, MONDAR editores), marco histórico da poesia portuguesa (ver: Poesia Experimental Portuguesa). 
Em 1968 foi alvo de um processo judicial, desencadeado com a publicação da tradução de Filosofia na Alcova, do Marquês de Sade (como intermediário entre tradutor e editor), no qual foi condenado a pena suspensa. Também nesta data, o seu livro Apresentação do Rosto foi apreendido pela censura, nunca tendo sido reeditado.
Uma ficha na PIDE identificava Herberto Helder, no período anterior ao 25 de Abril de 1974, como alguém com “características comunistas”. O poeta chegaria, de facto, a filiar-se no Partido Comunista Português, mas nunca teve atividade efetiva como militante do partido.
Diretor literário da Editorial Estampa, onde começou a publicar a obra completa de Almada Negreiros, em 1969, decidiu sair novamente do pais, e estabelecer-se em Angola, onde, sob diversos nomes, fez reportagens para a revista Notícia, editada em Luanda.
Encontrava-se em Luanda quando, em 1971, sofreu um acidente grave.
Regressado a capital, assumiu agora o oficio de revisor tipográfico na Editora Arcádia (1973) e, novamente, de redator de notícias na RDP (1974).
Um dos mais originais poetas de língua portuguesa, a critica insere a sua escrita, inicialmente, no âmbito de um surrealismo tardio. Depois, identifica na sua linguagem poética traços de alquimia, da mística, da mitologia edipiana e da imagem de Mãe. Quer do surrealismo quer da poesia experimental, o poeta terá retirado o postulado da «liberdade, liberdades» como fator determinante na construção do seu percurso.
Na sua obra Os Passos em Volta, retratou, em vários contos, as viagens deambulatórias de uma personagem por entre cidades e quotidianos, vivendo ao mesmo tempo incertezas acerca da identidade própria de cada ser humano. Poesia Toda é o título de uma antologia pessoal de poesia, que foi sendo depurada ao longo dos anos. Aguns dos seus livros desapareceram das edições mais recentes edições da obra, que entretanto também foi rebatizada de Ofício Cantante (nomeadamente Vocação Animal e Cobra).
Ao longo dos anos, Herberto Helder converteu-se numa figura hermética e misantropa, que recusava homenagens, prémios ou condecorações, assim como se negava a dar entrevistas ou a ser fotografado. Em 1994 recusou o Prémio Pessoa, que lhe foi então atribuído.

#### Morte
Herberto Helder faleceu a 23 de março de 2015, vítima de ataque cardíaco, aos 84 anos, na sua casa em Cascais.
Menos de dois meses após a sua morte, em Maio de 2015, foi publicado o último livro de originais do poeta, "Poemas canhotos", que tinha terminado pouco antes de morrer.

## Obra
Publicou as obras: 

### Poesia
- Poesia – O Amor em Visita (1958)
- A Colher na Boca (1961)
- Poemacto (1961)
- Lugar (1962)
- A máquina de emaranhar paisagens (1963)
- Electrònicolírica (1964) [18]
- Húmus: poema-montagem (1967)
- Retrato em Movimento (1967)
- Ofício Cantante: 1953-1963 (Portugália, coleção "Poetas de Hoje", n° 26, 1967)
- O Bebedor Nocturno (1968)
- Vocação Animal (1971)
- Poesia Toda (1.º vol. de 1953 a 1966; 2.º vol. de 1963 a 1971) (1973)
- Cobra (1977)
- O Corpo o Luxo a Obra (1978)
- Photomaton & Vox (1979)
- Flash (1980)
- A Plenos Pulmões (1981)
- Poesia Toda 1953-1980 (1981)
- A Cabeça entre as Mãos (1982)
- As Magias (1987)
- Última Ciência (1988)
- Poesia Toda (1990) (ISBN 972-37-0252-5)
- Do Mundo (1994)
- Poesia Toda (1996) (ISBN 972-37-0184-7)
- Ouolof: poemas mudados para português (1997)
- Poemas Ameríndios: poemas mudados para português (1997)
- Doze Nós Numa Corda: poemas mudados para português (1997)
- Fonte (1998)
- Ou o poema contínuo: súmula (2001) (ISBN 972-37-0627-X)
- Ou o poema contínuo (2004) (ISBN 972-37-0954-6)
- A Faca Não Corta o Fogo - Súmula & Inédita (2008)
- Ofício Cantante - Poesia Completa (2009)
- Servidões (2013)
- A Morte Sem Mestre (2014)
- Poemas Completos (2014)
- Poemas Canhotos (2015)
- Letra Aberta (2016)

### Ficção
- Os Passos em Volta (1963)
- Apresentação do Rosto (1968).

### Crónicas e reportagens
- em minúsculas (2018, póstumo) com prefácio do filho Daniel Oliveira. Crónicas e reportagens escritas quando viveu em Angola, entre 1971 e 1972.

## Família
Filho de Romano Carlos de Oliveira (Funchal, Monte, baptizado a 26 de Novembro de 1895) e de Maria Ester dos Anjos Luís Bernardes (c. 1900 - 1938), tinha duas irmãs, Maria Regina e Maria Elora. Herberto Hélder nasceu no n.º 284 da Rua da Carreira, numa casa que pertencia à família do cientista e naturalista madeirense Adolfo César de Noronha.
Casou duas vezes: com Maria Ludovina Dourado Pimentel (de quem tem uma filha, Gisela Ester Pimentel de Oliveira, por casamento Lopes da Conceição) e com Olga da Conceição Ferreira Lima.

Foi pai do jornalista Daniel Oliveira, nascido da relação que teve com Isabel Figueiredo.